# 圣克莱尔 (维埃纳省)
圣克莱尔（法語：Saint-Clair，法語發音：[sɛ̃ klɛʁ] ⓘ）是法国新阿基坦大区维埃纳省的一个市镇，属于沙泰勒罗区。

## 地理
圣克莱尔（46°52'51"N, 0°3'47"E）面积10.67 平方千米，位于法国新阿基坦大区维埃纳省，该省份为法国中西部省份，北起曼恩-卢瓦尔省和安德尔-卢瓦尔省，西接德塞夫勒省，南至夏朗德省，东南接上维埃纳省，东临安德尔省。
与圣克莱尔接壤的市镇（或旧市镇、城区）包括：欧奈、拉绍塞、马尔泰泽、蒙孔图尔、圣让德索沃。

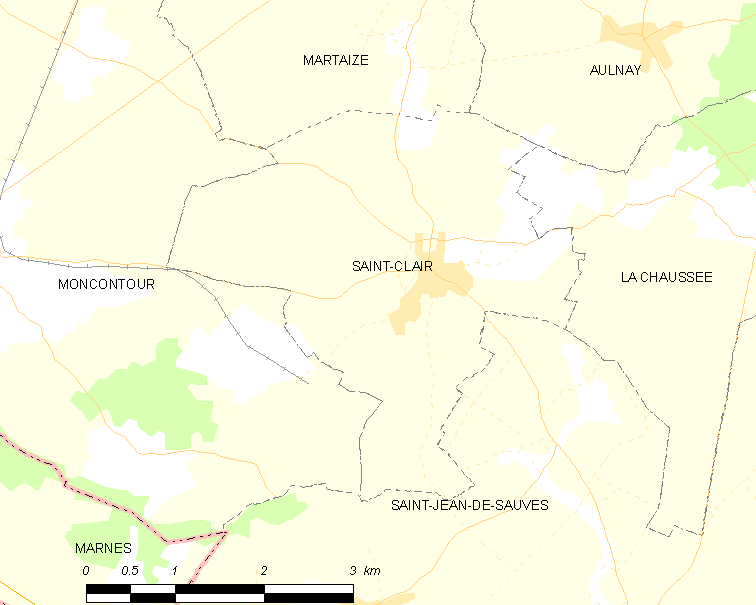
的OSM定位图

圣克莱尔的时区为UTC+01:00、UTC+02:00（夏令时）。

## 行政
圣克莱尔的邮政编码为86330，INSEE市镇编码为86218。

## 政治
圣克莱尔所属的省级选区为卢丹县。

## 人口

1962-2008年间人口变化图示

圣克莱尔于2022年1月1日时的人口数量为205人。